# Leucania abdita
Leucania abdita là một loài bướm đêm trong họ Noctuidae.